# 224591 Fattig
224591 Fattig este o planetă minoră (asteroid) din centura de asteroizi. A fost descoperită pe 1 decembrie 2005 la Observatorul Național Kitt Peak de Marc Buie⁠(d). 
Obiectul prezintă o orbită caracterizată de o semiaxă mare de 3,0083826403583 UAi, o excentricitate de 0,053747580380255, o înclinație de 3,4895709571415 ° în raport cu ecliptica.